# Eini (krater)
För andra betydelser, se Eini.
Eini är en nedslagskrater på planeten Venus. Eini har fått sitt namn efter det kvinnliga förnamnet Eini.
Kratern har en diameter på ungefär 6 km.